# Philonicus scaurus
Philonicus scaurus là một loài ruồi trong họ Asilidae. Philonicus scaurus được Walker miêu tả năm 1849. Loài này phân bố ở vùng Cổ Bắc giới.